# Be Cool
Be Cool is een Amerikaanse film uit 2005, gebaseerd op de gelijknamige roman van Elmore Leonard. De film was de opvolger van Get Shorty. De film werd geregisseerd door F. Gary Gray. De hoofdrol van Chili Palmer wordt gespeeld door John Travolta.

## Verhaal
Chili Palmer heeft het gehad met de filmindustrie. Een vriend vertelt hem dat de muziekindustrie gelijk staat aan het Wilde Westen. Amper heeft de man de woorden uit de mond, of hij wordt door de Russische maffia afgeschoten. Chili besluit een – door zijn dode vriend ontdekt – talent te gaan managen, en wil zo voet aan de grond krijgen in de muziekwereld. Het probleem is dat er nogal wat andere types in deze wereld rondlopen die allemaal zo hun redenen hebben om te voorkomen dat dit lukt.

## Rolverdeling
| Acteur                 | Personage      |
| ---------------------- | -------------- |
| John Travolta          | Chili Palmer   |
| Uma Thurman            | Edie Athens    |
| Vince Vaughn           | Raji Lowenthal |
| Cedric the Entertainer | Sin LaSalle    |
| André Benjamin         | Dabu           |
| Robert Pastorelli      | Joe Loop       |
| Steven Tyler           | Zichzelf       |
| Christina Milian       | Linda Moon     |
| Paul Adelstein         | Hyman Gordon   |
| Dwayne Johnson         | Elliot Wilhelm |
| Debi Mazar             | Marla          |
| GregAlan Williams      | Darryl         |
| Danny DeVito           | Martin Weir    |
| Harvey Keitel          | Nick Carr      |
| Wyclef Jean            | Zichzelf       |
| Seth Green             | Shotgun        |